# تامار تومانیان
تامار تومانیان (ارمنی: Թամար Հովհաննեսի Թումանյան؛ انگلیسی: Tamar Tumanyan زادهٔ ۱۰ مهٔ ۱۹۰۷ - درگذشته ۱۱ نوامبر ۱۹۸۹) نویسنده، معمار اهل ارمنستان بود. Q29648428

## زندگی‌نامه
وی در ۱۰ مه ۱۹۰۷ در تفلیس  به دنیا آمد و از دانشگاه پلی‌تکنیک ارمنستان، دانشگاه ملی معماری و شهرسازی ارمنستان فارغ‌التحصیل گشت. همچنین برندهٔ جوایزی همچون نشان برجسته افتخار شده‌است. وی در ۱۱ نوامبر ۱۹۸۹  در سن سالگی در ایروان درگذشت.